# Campeonato de Israel de Ciclismo Contrarreloj
Los Campeonatos de Israel de Ciclismo en Contrarreloj se organizan anualmente desde el año 2002 para determinar el campeón ciclista de Israel de cada año. El título se otorga al vencedor de una única carrera en contrarreloj. El vencedor obtiene el derecho a portar un maillot con los colores de la Bandera de Israel en cualquier prueba de esta disciplina, hasta el Campeonato de Israel del año siguiente.

## Palmarés
| Año  | Ganador         | Segundo            | Tercero             |
| 2002 | Fein Oded       | Yanai Cohen        | Ben-Ami Tshausu     |
| 2003 | Daniel Helstoch | Dror Lindner       | Nitzan Hendler      |
| 2005 | Gali Ronen      | Daniel Helstoch    | Maxim Burlutsky     |
| 2006 | Gali Ronen      | Maxim Burlutsky    | Izhak Boygen        |
| 2007 | Gali Ronen      | Anton Mikhailov    | Maxim Burlutsky     |
| 2008 | Maxim Burlutsky | Eyal Rahat         | Nati Hortig         |
| 2009 | Ayetor Aizpeazo | Eyal Rahat         | Yuval Rachmilevich  |
| 2010 | Eyal Rahat      | Anton Mikailov     | Ido Sirkin          |
| 2011 | Eyal Rahat      | Yoav Bear          | Niv Libner          |
| 2012 | Anton Mikhailov | Guy Gabay          | Eyal Rahat          |
| 2013 | Yoav Bear       | Anton Mikhailov    | Oleg Sergeev        |
| 2014 | Yoav Bear       | Anton Mikhailov    | Oleg Sergeev        |
| 2015 | Yoav Bear       | Aviv Yechezkel     | Omer Goldstein      |
| 2016 | Aviv Yechezkel  | Omer Goldstein     | Yoav Bear           |
| 2017 | Guy Sagiv       | Omer Goldstein     | Anton Mikhailov     |
| 2018 | Omer Goldstein  | Aharon Hitman      | Yuval Ben Mordechay |
| 2019 | Guy Niv         | Aharon Hitman      | Edo Goldstein       |
| 2020 | Guy Sagiv       | Guy Niv            | Vladislav Logionov  |
| 2021 | Omer Goldstein  | Vladislav Logionov | Guy Sagiv           |
| 2022 | Omer Goldstein  | Oded Kogut         | Vladislav Logionov  |
| 2023 | Oded Kogut      | Omer Goldstein     | Nadav Raisberg      |
| 2024 | Oded Kogut      | Vlad Loginov       | Yonatan Turgeman    |